# Вепси
Ве́пси (вепс. vepsläižed; до 1917 р. офіційно — чудь) — фіно-угорський народ на північному сході Європи.
Територія проживання вепсів розташована  на території історичної Вепсляндії у межах Республіки Карелія, Ленінградської та Вологодської області. Компактні райони корінного проживання вепсів зберігалися до XIX століття у сучасній Тверській області, багато вепсів переселилося др Санкт-Петербурга і Мурманської області, а також залишаються у Кємєровській області після насильницького переселення за часів СРСР.

## Визначення
Самоназви — вепсь (vepsä), бепся (bepsä), людинікад (lüdinikad), вепслайне (vepsläine). Росіяни, поряд з назвою весь уживали етнонім «чудь», давньоруську назву всіх балто-фінських народів, а також принизливу назву «чухарі». Назва «північна чудь», імовірно стосувалася вепсів. Розмовляють вепською мовою, у містах — російською мовою. Чисельність за даними перепису 1989 року — 12 500 осіб (в 2002 році — 8 240 в Росії та додатково 281 особа в Україні за даними перепису 2001 року).

## Мова і територія

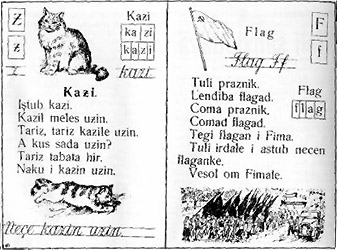
Сторінка з вепського букваря (1930-ті роки)

Вепси мешкають на території Російської Федерації трьома окремими групами між озерами Ладозьким, Онезьким і Білим.
Вепська мова має три діалекти: північний (близький до людіковської мови карелів), середній і південний.
Північний діалект поширений у Бокситогорському та Тихвінському районах Ленінградської області, середній — у Подпорозькому, Волховському та Лодєйнопольському районах Ленінградської області та у частині Бєлозерського району Вологодської області, південний — у частині Подпорозького району Ленінградської області та у Прионезькому районі Республікі Карелія.
Між їх південною і середньою групами підтримуються спорадичні зв'язки, але північних вепсів відокремлюють від інших річка Свір. Найближчі мовні родичі вепсів — карели, іжора.
Пращурами вепсів вважаються середньовічні фіномовні племена чудь і весь, а значні групи останньої відіграли важливу роль в етногенезі південних субетносів карел в південних районах Карельської республіки, а також брали участь у формуванні північних росіян і західних комі.
| Рік перепису | Кількість вепсів | визнали рідною вепську мову, % |
| 1897         | 25 284           |                                |
| 1926         | 32 773           |                                |
| 1939         | 32 000           |                                |
| 1959         | 18 400           | 46                             |
| 1970         | 8 281            |                                |
| 1979         | 8 094            | 38,4                           |
| 1989         | 12 501           |                                |
| 2002         | 8 240            |                                |
| 2010         | 5 936            |                                |

Дані переписів були завжди занижені. Справа в тому, що в деякі роки під час перепису населення у реєстрах навіть не було національності «вепс», і представники цього народу вимушені були записувати себе росіянами. Так, за оцінкою фінських дослідників, кількість вепсів у 1934 році становила щонайменше 50 000 осіб.

## Народні риси

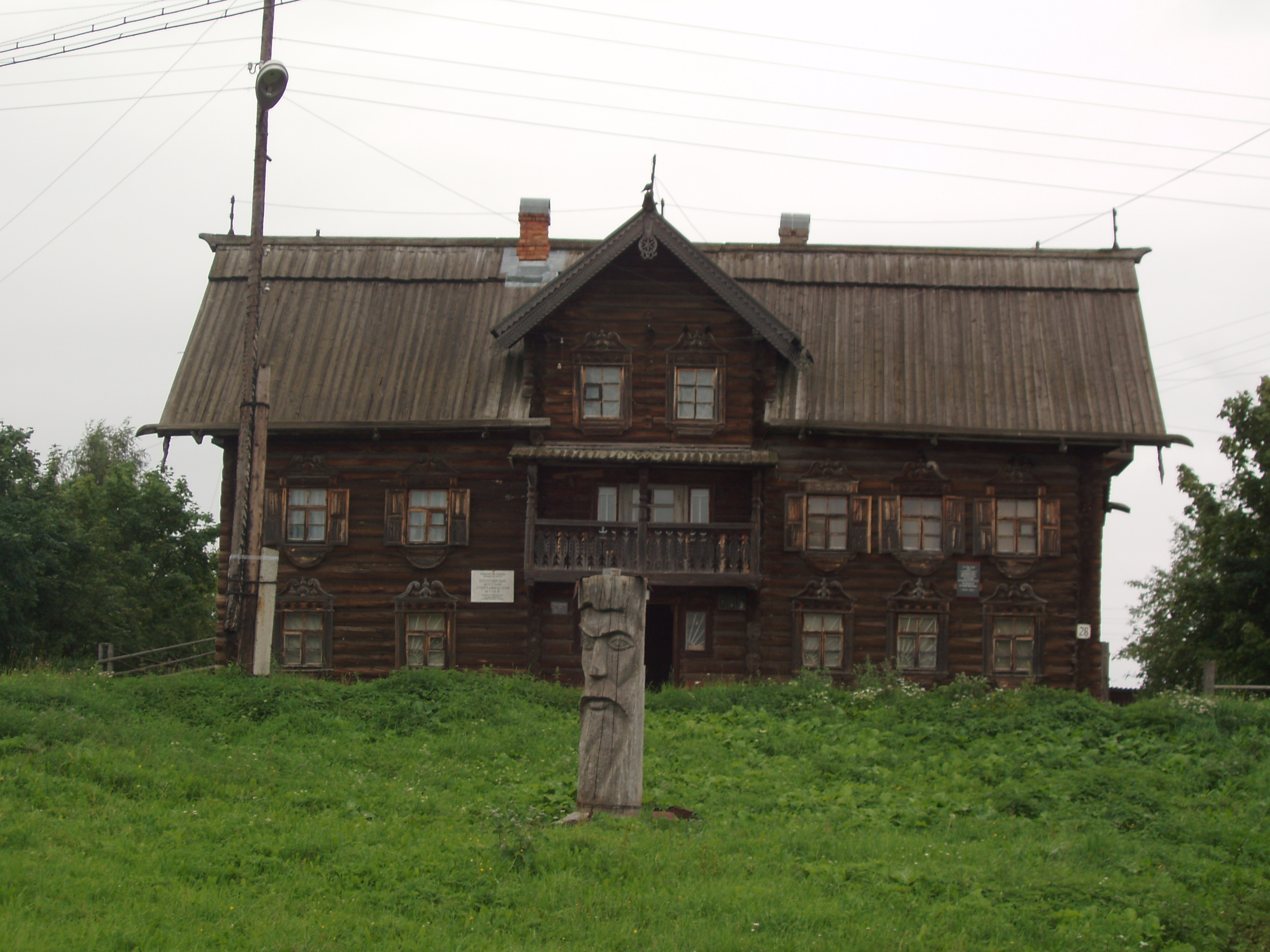
Вепський етнографічний музей

Вепси традиційно є хліборобами. Підсобні промисли рибальства, полювання і збирання грибів і ягід. Різьба по каменю і дереву.
Традиційне житло і матеріальна культура вепсів близькі до північноросійських, але хати відрізняються Т-подібним плануванням. Крите двоповерхове подвір'я. Стіл займає фінське положення (біля стіни фасаду, а не в передньому куті). Жіночий традиційний одяг має спідничний (спідниця і кофта) і сарафанний комплекси. Традиційна їжа — кислий хліб, пироги-рибники, рибні страви; напої — пиво, хлібний квас.
До 1920-х років зберігалися архаїчні соціальні інститути — сільська громада і велика родина. Сімейні обряди в цілому подібні до північноросійських. Два типи похорону — з голосіннями і з «веселінням небіжчика».
У 1000 — 1200 роках поширилося православ'я, однак довго зберігалися поганські вірування.
Вепси мають оригінальні перекази про древню чудь. Не збереглися поеми, але записані декілька пісень. Відомий танець з ложками.

## Історія

Розселення вепсів в ранньому середньовіччі.

Назви Vas, Vasina у Хроніці готського історика Йордана (VI ст. по РХ), імовірно, стосуються вепсів. Руський літопис згадує весь серед тих народів, що покликали варягів княжити в Новгороді. Найвірогідніше, назва «північна чудь» стосувалася вепсів. Б'ярмія у скандинавських сагах, на думку окремих вчених — пращури вепсів. Дорожній щоденник арабського мандрівника Ібн Фадлана (X ст.) згадує вепсів під назвою «вісові». У гамбурзькій історії церкви релігійного історика Адама Бременського, написаній у Х ст., і «Gesta Danorum» («Діяння данів») Саксона Граматика ХІІ ст. згадують народ vepse («вепсе»).
На південно-східному березі Ладозького озера, в гирлі річок Волхов і Свір, була виявлена безліч поховань епохи, що передувала заселенню цієї місцевості слов'янами, тобто датованої 950–1100 рр. Були знайдені в могильних курганах скандинавські прикраси і зброя. Вепси підтримували зв'язки із вікінгами, слов'янами, комі-зирянами і меря.
Землі давньої Весі досягали східного берега озера Ладога.
Частина вепсів, що жили між Ладозьким і Онезьким озерами асимілювалася з карелами, і, таким чином, виникли олонецький і людиківський діалекти карельської мови (людиківський деякі лінгвісти вважають самостійною мовою).
У середині ХІІ ст. вепси платили данину волзьким булгарам. Місто Білоозеро на Білому озері стало данником Ростово-Суздальского князівства, а пізніше, у 1238 році було створено Білозерське князівство. У XIV ст. князівство стало частиною Московського великого князівства. У середні сторіччя тут двічі лютували епідемії чуми.
На початку XVI ст. один мандрівник свідчив, що в околицях міста Білозерська мешканці розмовляють вепською. Цар Петро I заснував металургійні і збройні заводи біля Онезького озера (Петрозаводськ).
У 1920—1930-ті роки в рамках політики коренізації в місцях компактного проживання вепсів були створені вепські національні райони (Вінницький у Ленінградській області й Шелтозерській у Карельській АРСР), а також вепські сільські ради і колгоспи. На початку 1930-х років почалося впровадження викладання вепської мови і низки навчальних предметів цією мовою в початковій школі, з'явилися підручники вепської на основі латинської графіки. У 1932–1937 рр. видано 20—30 книг вепською мовою.
У 1937 році етнічна територія вепсів на Вепсівській височині була поділена між Ленінградською і Вологодською областями, тоді ж Вінницький національний район був перетворений у звичайний, а в 1957 році скасований Шелтозерський район у Карелії. Також вчинялися спроби масового переселення вепсів, наприклад, у 1959 році шимозерські вепси Вологодської області були переселені до Підпорожського і Вінницького районів Ленінградської області.

## Цікаві факти
За версією керівника Центру фінно-угорських народів Естонії Яака Прозеса, Президент Російської Федерації Володимир Путін за походженням вепс: «Очевидно, він (Путін) походить з народності вепсів». «Відкриття фіно-угорського сліду в геномі росіян не є новиною. Питання, швидше, в тому, чи захочемо ми це визнати. Багатьох естонців це змусить схопитися за серце, не кажучи вже про росіян, яким ймовірна спорідненість з чуддю (у слов'ян — загальна назва фінських племен. — „РР“) може здатися вкрай образливою», — пише Прозес на естонському порталі Delfi.

## Національне відродження вепсів останніх часів
- 1988 — вепська конференція у Петрозаводську
- 1989 — створено Спілку вепської культури й відроджено національний вепський район над Онезьким озером. Почалося викладання мови в школі.